# Palić
Palić (en serbe cyrillique : Палић ; en hongrois : Palics) est une ville de Serbie située dans la province autonome de Voïvodine et sur le territoire de la Ville de Subotica, district de Bačka septentrionale. Au recensement de 2011, elle comptait 6 897 habitants.
Palić, situé à 18 km de la Hongrie, est une ville touristique, notamment grâce à son lac.
Palić est également célèbre pour son « Grand Parc » urbain. Il fut créé en 1840 et couvre aujourd'hui une surface de 19 ha. Il abrite de nombreux hôtels et restaurants dans le parc, ainsi qu'un parc zoologique, qui est un des plus beaux de Serbie.

## Géographie

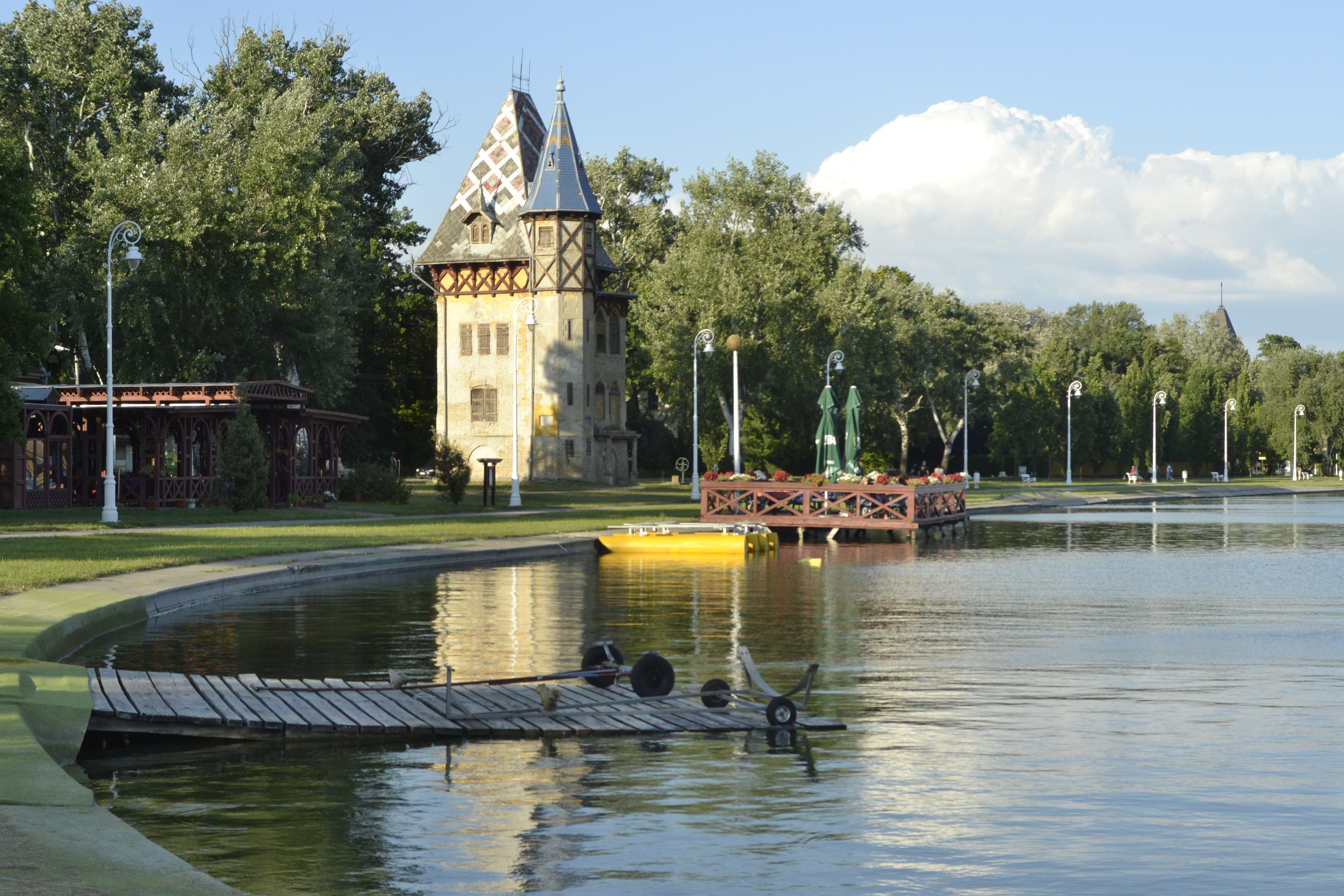
Le bord du lac de Palić

## Climat
La station météorologique de Palić, qui s'élève à une altitude de 102 m, enregistre des données depuis 1936 (coordonnées 46° 06′ N, 19° 46′ E).
La température maximale jamais enregistrée à la station a été de 39,6 °C le 15 août 1952 et la température la plus basse a été de −26,7 °C le 16 février 1954. Le record de précipitations enregistré en une journée a été de 94,3 mm le 15 juin 2001. La couverture neigeuse la plus importante a été de 48 cm le 6 février 1969.
Pour la période de 1961 à 1990, les moyennes de température et de précipitations s'établissaient de la manière suivante :
| Mois                                       | Janv | Fév  | Mars | Avr  | Mai  | Juin | Juil | Août | Sept | Oct  | Nov  | Déc  | Année |
| ------------------------------------------ | ---- | ---- | ---- | ---- | ---- | ---- | ---- | ---- | ---- | ---- | ---- | ---- | ----- |
| Températures maximales moyennes (°C)       | 1,7  | 5,0  | 10,7 | 16,5 | 21,7 | 24,8 | 26,9 | 26,7 | 23,1 | 17,3 | 9,3  | 3,7  | 15,6  |
| Températures moyennes (°C)                 | -1,6 | 1,1  | 5,6  | 11,1 | 16,3 | 19,4 | 21,0 | 20,2 | 16,5 | 11,0 | 5,2  | 0,7  | 10,5  |
| Températures minimales moyennes (°C)       | -4,7 | -2,3 | 1,3  | 6,0  | 10,7 | 13,7 | 15,0 | 14,5 | 11,1 | 6,1  | 1,8  | -2,1 | 5,9   |
| Moyennes mensuelles de précipitations (mm) | 35,6 | 31,3 | 33,7 | 42,7 | 55,0 | 73,9 | 56,7 | 54,0 | 36,4 | 27,7 | 46,3 | 46,0 | 539,3 |

## Démographie

### Évolution historique de la population
| 1948  | 1953  | 1961  | 1971  | 1981  | 1991  | 2002  | 2011  |
| ----- | ----- | ----- | ----- | ----- | ----- | ----- | ----- |
| 3 693 | 3 764 | 4 381 | 5 179 | 7 018 | 7 375 | 7 745 | 6 897 |

|  |

## Architecture

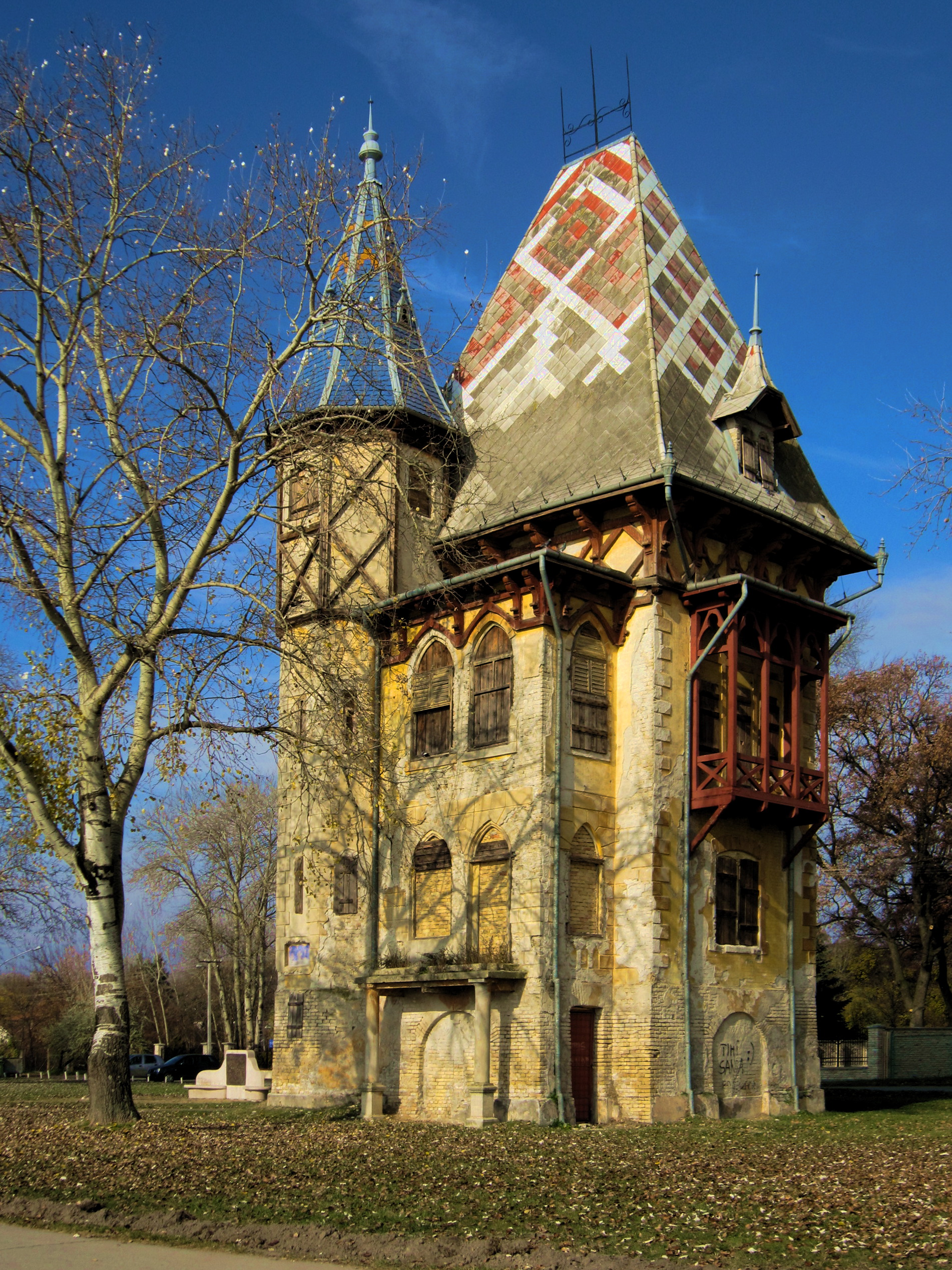
Vieille maison hongroise à Palić
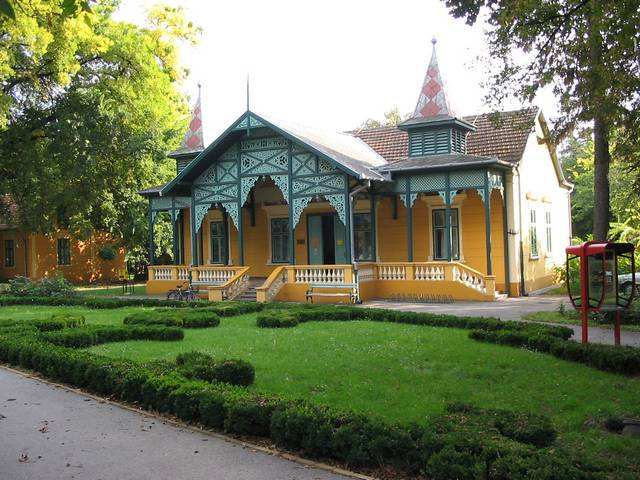
Villa à Palić
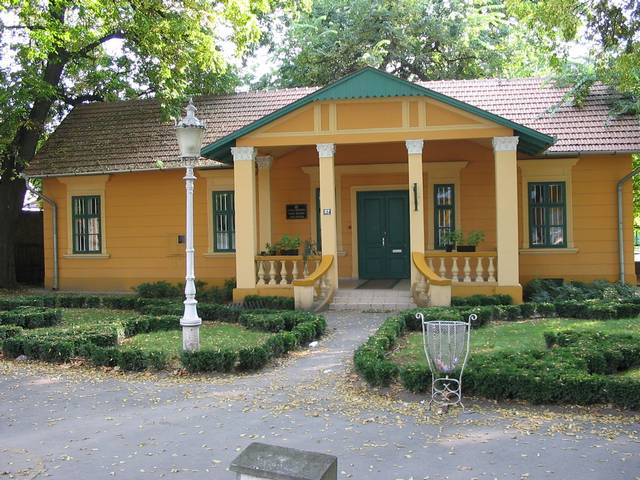
Autre villa à Palić

## Tourisme
Lac de Palić et parc zoologique de Palić.

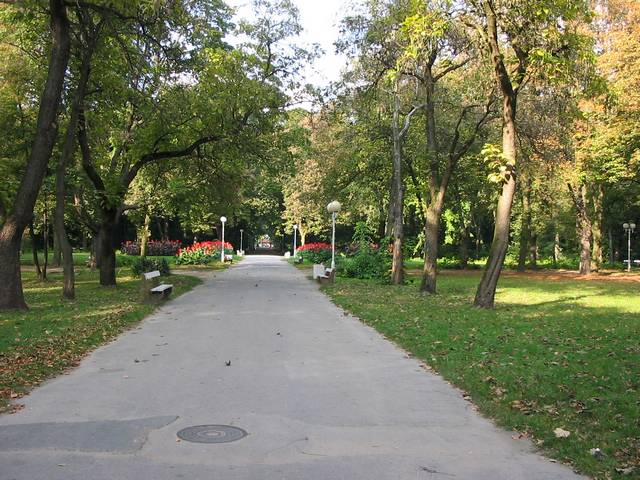
Le « Grand parc » à Palić
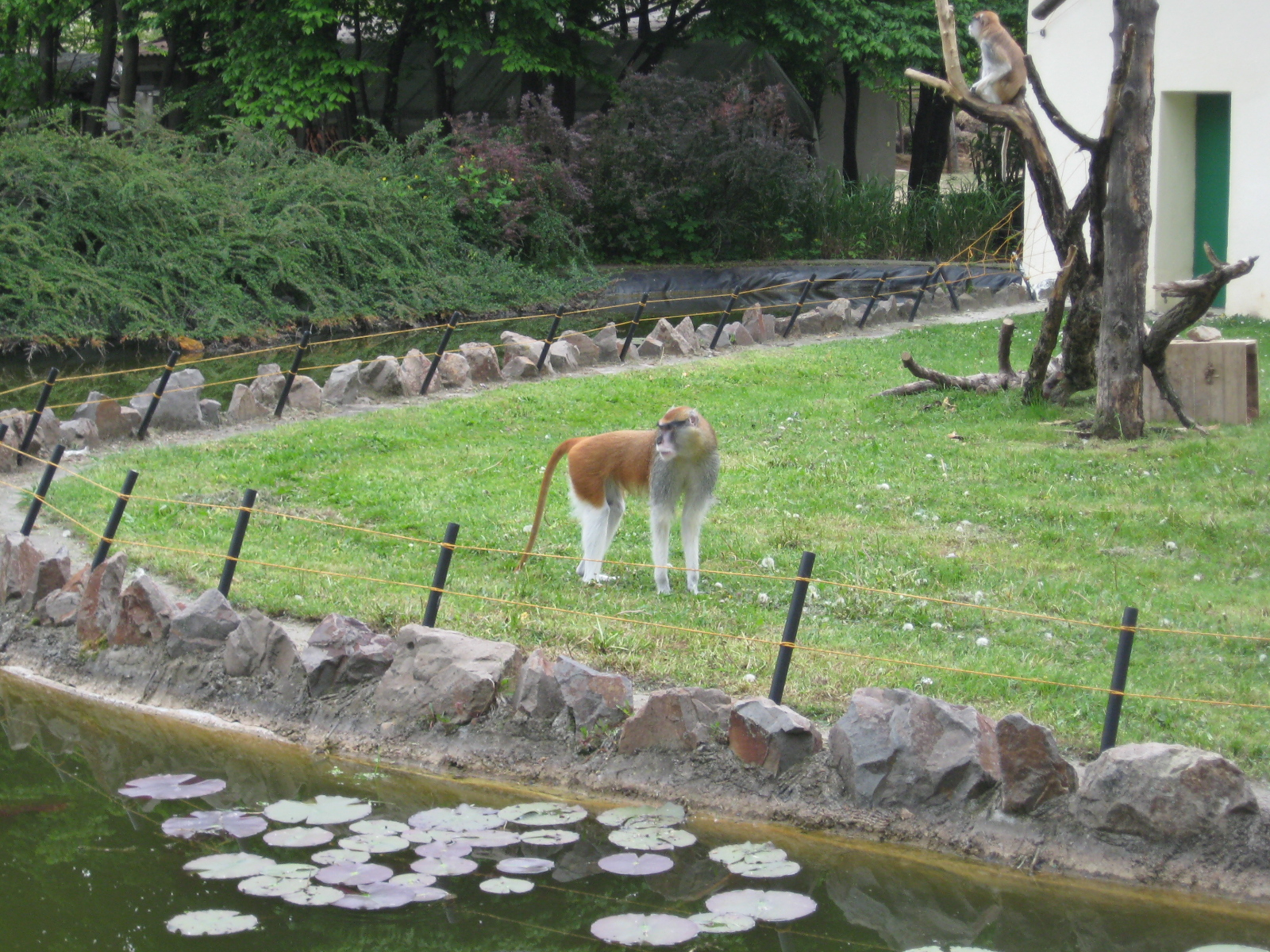
Le parc zoologique de Palić

## Transport
- Route nationale 22.1

## Personnalités
- Sava Babić (né en 1934), écrivain, poète, traducteur, professeur :
- Tolnai Ottó (né en 1941), écrivain ;
- Bruck Pál, médecin.